# James Rudolph Garfield

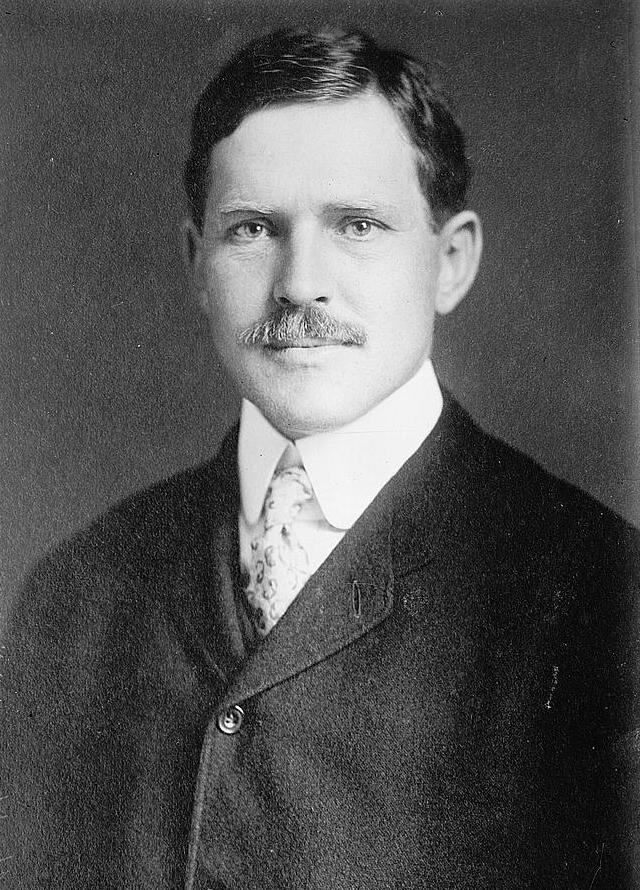
James Rudolph Garfield

James Rudolph Garfield, född 17 oktober 1865 i Hiram, Ohio, död 24 mars 1950 i Washington, D.C., var en amerikansk politiker. Han tjänstgjorde som USA:s inrikesminister under president Theodore Roosevelt 1907-1909. Han var son till USA:s 20:e president James Garfield.
Garfield utexaminerades 1885 från Williams College. Han studerade juridik vid Columbia University och inledde 1888 sin karriär som advokat i Ohio. Han gifte sig 1890 med Helen Newell. Han var republikansk ledamot av delstatens senat 1896-1899.
Garfield efterträdde 1907 Ethan A. Hitchcock som inrikesminister. Han tjänstgjorde till slutet av Theodore Roosevelts andra mandatperiod som USA:s president.
Garfield bytte 1912 parti till Progressiva partiet och stödde Theodore Roosevelt i presidentvalet 1912.